# 拟鰋
拟鰋（学名：Pseudexostoma yunnanensis）为鮡科拟鰋属的溫帶淡水鱼类，俗名石扁头。分布于云南大盈江水系等。该物种的模式产地在云南。體長可達11.1公分，棲息在底層水域，生活習性不明。
其种加词 yunnanensis 意为“云南的”。

## 亚种
- 拟鰋指名亚种（学名：Pseudexostoma yunnanensis yunnanensis），Tchang于1935年命名，俗名石扁头。在中国，分布于云南大盈江水系等。该物种的模式产地在云南。[2]
- 短体拟鰋（学名：Pseudexostoma yunnanensis brachysoma），Chu于1979年命名。在中国，分布于怒江水系等，主要生活于平时居于石缝或匍匐石面。该物种的模式产地在云南云龙县老窝。[3]